# Конфискация армянской собственности в Турции
Часть земли, на которой расположена американская авиабаза Инджирлик (слева), принадлежала армянам и была конфискована правительством Османской империи во время геноцида армян.  Президентский Дворец Чанкая в 1935 году (справа), официальная и нынешняя резиденция вице-президента Турции, первоначально принадлежал армянину по имени Оганнес Касабян, который бежал из Анкары, чтобы избежать последствий геноцида армян. Имущество было присвоено семьей Булгурлузаде, а затем приобретено Мустафой Кемалем Ататюрком - основателем и первым президентом Турецкой Республики.
Конфискация собственности армян правительствами Османской империи и Турции — конфискация активов, имущества и земель армянской общины страны. Начиная с Хамидийской резни в середине 1890-х годов и достигая пика во время геноцида армян, конфискация армянской собственности продолжалась до 1974 года. Большая часть конфискаций производилась во время геноцида армян после того, как армян депортировали в Сирийскую пустыню при этом официально объявляя их собственность и активы «заброшенными». Практически всё имущество, принадлежавшее армянам, проживающим на исконной родине в Западной Армении, было конфисковано и позже распределено среди местного мусульманского населения.
Историки утверждают, что массовая конфискация армянского имущества была важным фактором в формировании экономической основы Турецкой Республики, а также наполнения турецкой экономики капиталом. Присвоения привели к формированию новой турецкой буржуазии и среднего класса.

## История

### Конфискация как часть геноцида армян
Комиссии по управлению брошенным имуществом создавали реестры, специально предназначенные для записи имен владельцев и типов собственности и активов, которыми они владели, предоставляя гарантии того, что собственность и активы будут доступны, как только депортированные достигнут места назначения. После того, как активы и имущество были зарегистрированы, депортированным перед отъездом выдавались квитанции, которые, таким образом, служили доказательством права их собственности. Ниже - пример квитанции, предоставленной Комиссией по управлению заброшенным имуществом, о недвижимом имуществе, принадлежащем Мариам из Аданы.
«Временный закон об экспроприации и конфискации» был опубликован во многих газетах Османской империи. Ниже приведен пример одной из таких публикаций - выпуск англоязычной турецкой газеты The Orient от 23 октября 1915 года, в которой полностью опубликован закон со всеми одиннадцатью статьями. Артур фон Гвиннер, глава Deutsche Bank, высмеял закон, заявив, что одиннадцать статей следует сократить до двух: «1. Все имущество армян конфискуется. 2.  Правительство обналичит кредиты депортированных и погасит (или не погасит) их долги."  Другие юристы и иностранные дипломаты назвали это «легализацией грабежа».
16 мая 1915 года, в разгар геноцида армян, была обнародована секретная директива под названием «Административная инструкция о движимом и недвижимом имуществе, оставленном армянами, депортированными в результате войны и чрезвычайных политических обстоятельств». После вступления в силу директива учредила специальные комиссии, известные как «Комиссии по заброшенному имуществу» (тур. Emvâl-i Metrûke İdare Komisyonları) и «Ликвидационные комиссии» (тур. Tasfiye Komisyonu), которым было поручено составлять подробную информацию и оценивать стоимость активов, «заброшенных» депортированными лицами, под предлогом их «охраны». К январю 1916 года число этих комиссий возросло до 33. После отъезда депортированных вещи и домашний скот, которые считались «скоропортящимися», продавались в первую очередь на публичных аукционах, а прибыль от этих аукционов должна была быть сохранена в соответствии с правом владельцев. После предоставления документов на собственность (копии предоставлялись владельцам и Османскому казначейству) в директиве указывалось, что мухаджиры (турецкие беженцы, в основном из балканских войн) должны были быть заселены на свободных землях и в собственности, принадлежащей депортированным. После заселения беженцы должны были зарегистрировать землю и дома, в то время как другие активы, которые были прикреплены к собственности, такие как оливковые рощи и виноградники, должны были быть распределены между ними. Ненужные предметы и активы должны были быть проданы на открытых аукционах. По словам историка Дикрана Куймджяна, заселение мухаджиров на землях и владениях депортированных армян означает, что местные власти знали из первых рук, что депортированные никогда не вернутся.

29 мая 1915 года Центральный комитет «Единение и прогресс» принял Закон о переселении, разрешающий депортацию «лиц, считающихся угрозой национальной безопасности». В Законе подчеркивалось, что депортированные не должны продавать свое имущество, а вместо этого должны составить подробный список и предоставить его местным властям:
Оставьте все свои вещи - мебель, постельные принадлежности, артефакты. Закройте свои магазины и предприятия со всем, что внутри. Ваши двери будут опечатаны специальными штампами. По возвращении вы получите все, что оставили. Не продавайте имущество или какой либо дорогостоящий предмет. Не подчиняющиеся покупатели и продавцы будут нести ответственность в судебном порядке. Положите свои деньги в банк на имя родственника, который находится за пределами страны. Составьте список всего, что у вас есть, включая скот, и отдайте его указанному чиновнику, чтобы потом все ваши вещи могли быть возвращены вам. У вас есть десять дней, чтобы выполнить этот ультиматум.
Пока действовал Закон о переселении армян, Управлению по расселению племен и беженцев (тур. Iskan-i Asairin Muhacirin Muduriyeti) при Министерстве внутренних дел в июне 1915 года было поручено разобраться с имуществом, оставленным депортированными или убитыми армянами. Эта комиссия, заработная плата которой обеспечивалась за счет конфискованного у армян имущества, подготовила «Временный закон об экспроприации и конфискации» («Закон о заброшенном имуществе») и опубликовала его в официальном реестре 27 сентября (13 сентября по исламскому календарю) и 8 ноября приняла соответствующую директиву по реализации закона. Целями законов было одновременно лишения армян собственности, обогащение национальных политиков и переселение турецких мусульманских беженцев в изъятoе имущество. Конфискованное имущество включало личную собственность (включая земли, здания и банковские счета), предприятия, а также общественную собственность (например, церкви). Предметы считавшиеся полезными при ведении боевых действий, были немедленно конфискованы отдельным указом, в приоритетном порядке. В соответствии с законом сделки с имуществом и активами были запрещены до депортации, что лишало владельцев возможности сохранить свое имущество. Хотя закон назывался «временным», его положения, похоже, были направлены на постоянное преобразование этнической принадлежности общин из армянской в турецко-мусульманскую.
Эти законы о переселении на самом деле содержали официальную отчетность о собственности перед национальными властями и содержали меры для предъявления иска для тех, у кого было изъято имущество, но особенности законов были написаны так, чтобы эти положения служили более широкой цели «тюркизации» регионов и секторов экономики. Все записи об имуществе и доходы, полученные от продажи или сдачи в аренду конфискованного имущества, были зарегистрированы и переданы на хранение в Министерство финансов для обеспечения возможного возврата имущества владельцам. Кроме того, закон предусматривал, что те, чье имущество было конфисковано, предъявят иск о возврате имущества (и возмещении причиненного ущерба). Однако закон требовал, чтобы владельцы собственности предъявляли иск и присутствовали лично (не допуская использования доверенности), что невозможно, когда владельцы убиты или депортированы. Кроме того, ответчиком в любом случае являлось государство, что делало шансы на успех в любом судебном процессе крайне маловероятными. Наконец, закон предусматривал продажу конфискованного имущества на аукционе; однако, поскольку в законе указывалось, что «любой, кроме турецких мусульманских беженцев, может приобретать недвижимость в Турции только с одобрения Министерства внутренних дел», таким образом мусульмане не тюркской национальности были фактически исключены. Собственность часто предоставлялась национальной и местной политической элите, которая в конечном итоге передавала ее турецким беженцам-мусульманам.
Все имущество армян было конфисковано по номинальной стоимости государством на военный фонд. Таким образом были взяты все армянские дома, склады, лавки, поля, сады, виноградники, товары, хозяйственные принадлежности, ковры. Работа велась комиссией, с членами которой я неоднократно встречался лично. Обычно говорили, что комиссия на самом деле не получала достаточно для государственных целей, чтобы покрыть свои расходы. Недвижимость сдавалась в аренду на аукционах, и большая часть ее была продана по смехотворно низким ценам людьми, которые были внутри. Это мне известно не только из общеизвестных сведений, но и непосредственно от турецкого поверенного, который был у нас на службе и обеспечил себе один из лучших армянских домов. Турки переселялись из своих более убогих жилищ в лучшие армянские дома, хозяева которых были «высланы». Таким образом, было разграблено все имущество армян, за исключением некоторых остатков, оставленных армянам, принявшим магометанство.
Воздействие этих законов было немедленным. Согласно докладу посла Германии, находившегося в Константинополе, в июне 1916 года, имущество армян «уже давно конфисковано, а их капиталы ликвидированы так называемой комиссией, это означает, что если у армянина был дом стоимостью, скажем, 100 османских лир, турок – друг или член [партии Единения и прогресса] – мог заполучить его примерно за 2 османских лиры.

Единственным заметным внутренним противником этих мер был представитель османского парламента Ахмед Риза, который заявил:
Неправомерно называть армянские активы «заброшенной собственностью», поскольку армяне-собственники не отказались от своего имущества добровольно; они были насильственно, принудительно выселены из своих мест жительства и сосланы. Сейчас правительство своими усилиями продает их собственность... Никто не может продать мою собственность, если я не хочу ее продавать. Статья 21 Конституции запрещает это. Если мы конституционный строй, функционирующий в соответствии с конституционным законом, мы не можем этого делать. Это ужасно. Схватите меня за руку, изгоните меня из моей деревни, а затем продайте мои вещи и имущество, такое никогда не может быть дозволено. Ни совесть османов, ни закон не могут этого допустить.

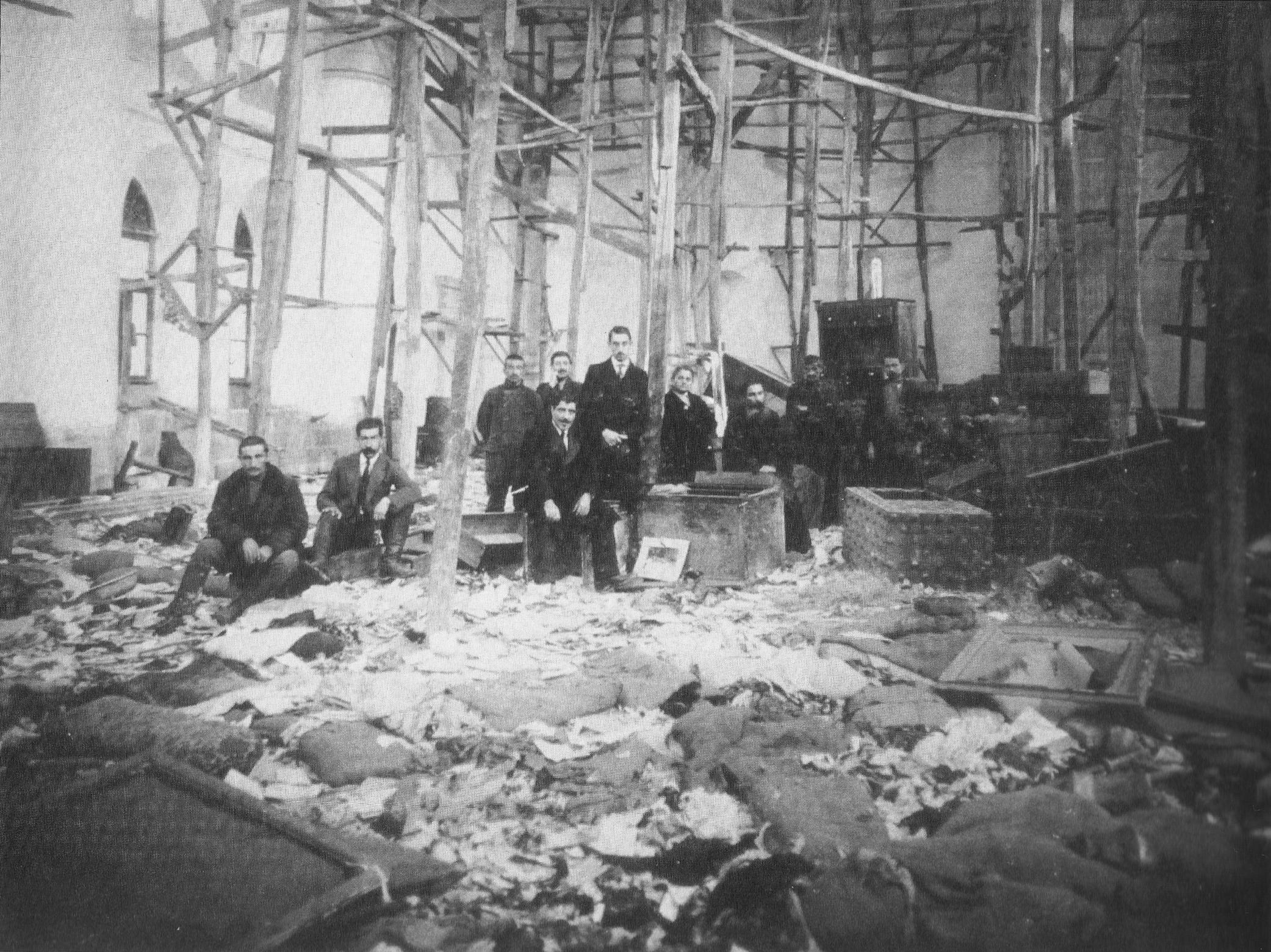
Фотография 1918 года армянской церкви в Трабзоне, которая использовалась в качестве площадки для аукционов и центра распределения конфискованных у армян вещей и имущества после геноцида армян.

Были даны официальные директивы о передаче большей части собственности и предприятий, изъятых у армян, в руки мусульман. 6 января 1916 года Талаат-паша, министр внутренних дел Османской империи, издал указ:
Движимое имущество оставленное армянами необходимо опечатать для долговременной сохранности, а ради увеличения Мусульманского бизнеса в нашей стране необходимо создавать компании, состоящие строго из Мусульман. Им должно быть предоставлено движимое имущество на соответствующих условиях, гарантирующих устойчивую консолидацию бизнеса. Основатель, руководство и представители должны быть выбраны из числа почетных лидеров и элиты, а чтобы торговцы и земледельцы могли участвовать в дивидендах, ваучеры должны быть зарегистрированы на их имена номиналом в пол-лиры или в одну лиру, чтобы предотвратить попадание капитала в иностранные руки. Необходимо следить за ростом предпринимательства в сознании мусульман, и об этом начинании и о результатах его реализации необходимо докладывать министерству шаг за шагом.

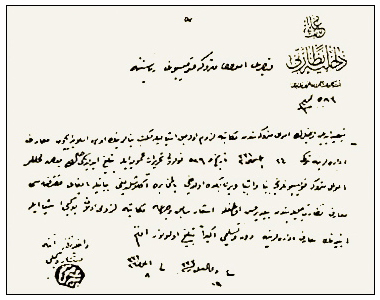
Директива об изъятии армянских школ была разослана Министерством внутренних дел во все провинции Османской империи. 2 сентября 1915 года приведенный выше пример был отправлен из отдела по расселению племен и беженцев МВД директору Кайсерийского отделения комиссии по заброшенному имуществу.

Помимо церквей и монастырей, конфискованная общественная собственность включала школы и учебные заведения. Министерство внутренних дел приказало закрепить за мусульманами учебные заведения:
Необходимо отдать школы опустевших от армян городов и сел переселенцам-мусульманам для заселения. Однако текущая стоимость зданий, количество и стоимость его учебных материалов должны быть зарегистрированы и отправлены в отдел общего учета.
После указа частные армянские школы стали османско-турецкими школами, а школьные принадлежности были розданы турецкому мусульманскому населению. Авраам Арутюнян, священник, проживающий в Зейтуне, отмечает в своих мемуарах, что школа в Зейтуне была конфискована правительством и что «армяне больше не имели права на образование, а школьный комплекс был заполнен сотнями турецких детей."
К началу 1930-х годов все имущество, принадлежавшее армянам, подлежавшим депортации, было конфисковано. С тех пор никакой реституции имущества, конфискованного во время геноцида армян, не производилось. Законы о заброшенной собственности оставались в силе в течение 73 лет, пока они не были окончательно отменены 11 июня 1986 года. Массовая конфискация собственности предоставила возможность обычным туркам низшего сословия (крестьянам, солдатам и рабочим) подняться до уровня среднего класса. Современный турецкий историк Угур Умит Юнгёр утверждает, что «ликвидация армянского населения оставила государству инфраструктуру армянской собственности, которая использовалась для развития турецких (поселенческих) общин. Иными словами: построение этатистского турецкого «народного хозяйства» было немыслимо без уничтожения и экспроприации армян».

### Объем конфискованного имущества
Хотя точный объем конфискованного имущества во время геноцида армян неизвестен, согласно личным документам Талаат-паши, главного инициатора Закона о переселении армян, в общей сложности было конфисковано 20 545 зданий, включая 267 536 акров земель вместе с участками сельскохозяйственных и пахотных земель, такими как 76 942 акра виноградников, 703 941 акр оливковых рощ и 4 573 акра тутовых садов. Наряду с конфискацией земель Османское государство получило выплаты по полисам страхования жизни армян. Талаат-паша оправдал действия Османской империи, заявив, что армяне «практически все мертвы... и не оставили наследников для получения денег. Разумеется, все это переходит в собственность государства. В настоящее время бенефициаром является правительство».
В ходе Парижской мирной конференции армянская делегация представила оценку в размере 3,7 млрд долларов (около 55 млрд долларов на сегодняшний день) материального ущерба исключительно Армянской церкви. Во время конференции в феврале 1920 года армянская община предъявила дополнительное требование о реституции имущества и активов, захваченных османским правительством. В совместном заявлении, представленном в Верховный Совет делегацией Армении и подготовленном религиозными лидерами армянской общины, утверждалось, что правительство Османской империи разрушило 2000 церквей и 200 монастырей и обеспечило правовую систему для передачи этого имущества другим сторонам. В декларации также была представлена финансовая оценка общих потерь личного имущества и активов как Западной, так и Восточной Армении в размере 14 598 510 000 и 4 532 472 000 франков соответственно; на общую сумму около 358 миллиардов долларов на сегодняшний день.  Кроме того, армянская община потребовала реституции принадлежащего церкви имущества и возмещения полученного дохода. Османское правительство так и не отреагировало на это заявление, и никакой реституции не произошло.
Свидетельство о депозитах, внесенных в филиал Имперского османского банка в Кайсери, принадлежащих г-же Арус Парсег Пастирмаджян (слева) и г-же Виржини, вдове Акопа Пастирмаджяна (справа). В банках также хранились ценные предметы, которые также разрешалось сдавать на хранение. Например, в сертификате г-жи Арус Парсег Пастирмаджян указано, что банк хранит в качестве залога «одну белую жестяную коробку, покрытую льняной тканью, объявленная стоимость которой составляет 190 турецких лир» Такие сертификаты до сих пор  имеются у многих армян пережившиx геноцид и их наследников.
Вопрос конфискованного армянского имущества упоминался в ряде договоров, подписанных между Первой Республикой Армения и Османской империей. И Батумский договор (подписанный 4 июня 1918 года), и Севрский договор (подписанный 10 августа 1920 года) содержали положения, касающиеся реституции конфискованного имущества армян. В Севрском договоре в соответствии со статьей 144 указывалось, что комиссии по заброшенному имуществу и комиссии по ликвидации должны быть упразднены, а законы о конфискации - аннулированы. Тем временем, присваиватели активов и имущества армян сплотились вокруг турецкого национального движения поскольку роспуск османского правительства означал бы, что имущество и активы будут сохранены под их именами. Таким образом, 8 мая 1920 года первым законом, обнародованным вновь созданным парламентом Туреции, было помилование лиц, обвиненных в массовых убийствах и экспроприации собственности турецким военным трибуналом 1919–1920 гг. Кроме того, с образованием Турецкой республики и подписанием Лозаннского договора (24 июля 1923 года) положения Севрского договора в конечном итоге так и не вступили в силу, и ликвидационные комиссии, занимавшиеся конфискацией армянской собственности, возобновили свою деятельность.
Помимо конфискованного имущества, крупные суммы денег и драгоценных металлов, принадлежавшие армянам, также были изъяты и помещены в казну османского правительства или в различные немецкие или австрийские банки во время войны. Считалось, что такие суммы были сняты с банковских счетов депортированных и убитых армян. Официальный меморандум, подготовленный бывшими британскими премьер-министрами Стэнли Болдуином и  Г. Г. Асквитом, был направлен тогдашнему премьер-министру Великобритании Рамсею Макдональду с описанием таких конфискаций и депозитов:
Сумма в 5 000 000 турецких золотых фунтов (около 30 000 кг золота), внесенная турецким правительством в Рейхсбанк в Берлине в 1916 году и переданная союзникам после перемирия, в значительной степени (возможно, полностью) представляла собой денежные средства армян. После насильственной депортации армян в 1915 г. их текущие и депозитные счета по распоряжению правительства были переведены в Государственное казначейство в Константинополе.
Большая часть денежных вкладов в банки и другие финансовые учреждения также была впоследствии конфискована сразу после депортаций. После внесения депозита вкладчику выдавался сертификат в качестве доказательства депозита. Однако, как только начались депортации, снятие средств со счетов было запрещено. У многих депортированных, у которых были депозиты, остались только сертификаты. Многие из вкладчиков до сих пор имеют при себе депозитные сертификаты. Историк Кеворк Багджян утверждает, что стоимость этих вкладов «на сегодняшний день, должна была подняться до астрономических сумм» с «вложенным капиталом и процентами вместе взятыми».
Конфискация во времена Турецкой Республики

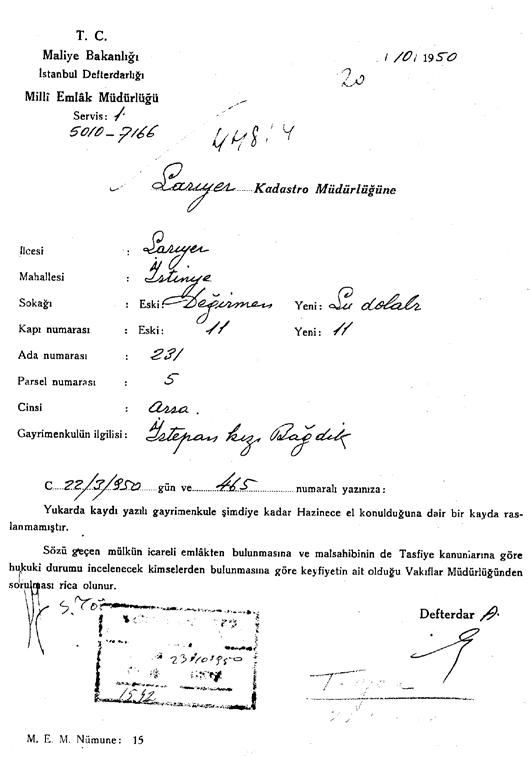
Образец уведомления о выселении армянки от 1 января 1950 года, выданного Налоговым управлением и направленного в местное Кадастровое управление. Такие выселения поручались специальным следственным комиссиям, которые занимались исключительно имуществом армян.

После турецкой войны за независимость и создания Турецкой Республики в 1923 году конфискация возобновилась, и большинство армян были депортированы или убиты. В раннюю республиканскую эпоху юридическая терминология депортированных была изменена с «перевезенных лиц» на «лиц, которые были потеряны или бежали из страны».
15 апреля 1923 года, незадолго до подписания Лозаннского договора, турецкое правительство приняло «Закон о заброшенном имуществе», согласно которому имущество любого армянина, отсутствовавшего на его территории, конфисковывалось независимо от обстоятельств и причин. В то время как местные суды были уполномочены оценивать стоимость любого имущества и предоставлять владельцам собственности возможность предъявлять претензии, закон запрещал использование любой доверенности отсутствующими владельцами собственности, что не позволяло им подавать иски без возвращения в страну. Кроме того, ответчиком по делу являлось турецкое государство, создавшее специальные комитеты для рассмотрения каждого дела.
Помимо этого закона турецкое правительство продолжало лишать гражданства людей законом от 23 мая 1927 года, в котором говорилось, что «османские подданные, которые во время Войны за независимость не принимали участия в Национальном движении, оставались за пределами Турции и не вернуться с 24 июля 1923 года до даты опубликования этого закона, лишались турецкого гражданства». Кроме того, еще один закон, принятый 28 мая 1928 года, предусматривал, что те, кто потерял свое гражданство, будут высланы из Турции, им не будет разрешено вернуться, и что их имущество будет конфисковано турецким правительством, а турецкие мигранты будут переселены в их собственность.

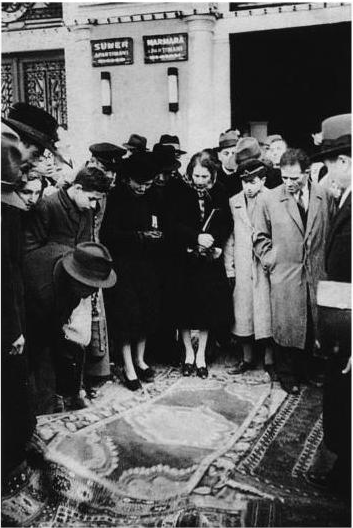
Ковры немусульман, неспособных заплатить повышение налогов, продаются на публичных торгах во время Варлык вергиси. Такие предметы продавались по цене значительно ниже их реальной стоимости, чтобы избежать принудительного труда и возможной смерти в трудовых лагерях на востоке Турции.

Готовясь к возможному вступлению во Вторую мировую войну, турецкое правительство ввело налог Варлык вергиси, который несоразмерным образом возлагался на немусульманских жителей Турции. Многие армяне и представители других немусульманских народов были вынуждены продавать свою собственность по значительно сниженным ценам на публичных аукционах, чтобы заплатить за внезапное повышение налогов или были вынуждены столкнуться с конфискацией их имущества государством. Кроме того, закон разрешал властям конфисковывать имущество любого родственника налогоплательщика для уплаты налога. Из этого налога турецкое правительство собрало 314 900 000 лир или около 270 миллионов долларов США (80% государственного бюджета) от конфискации немусульманских активов.
Этот период совпал с дальнейшими конфискациями частной собственности, принадлежавшей армянам. .Были созданы специальные комиссии, чтобы отделить выселение немусульман от других. Следователи этой комиссии обычно ускоряли эвакуацию и, в конечном итоге, конфискацию рассматриваемого немусульманского имущества.

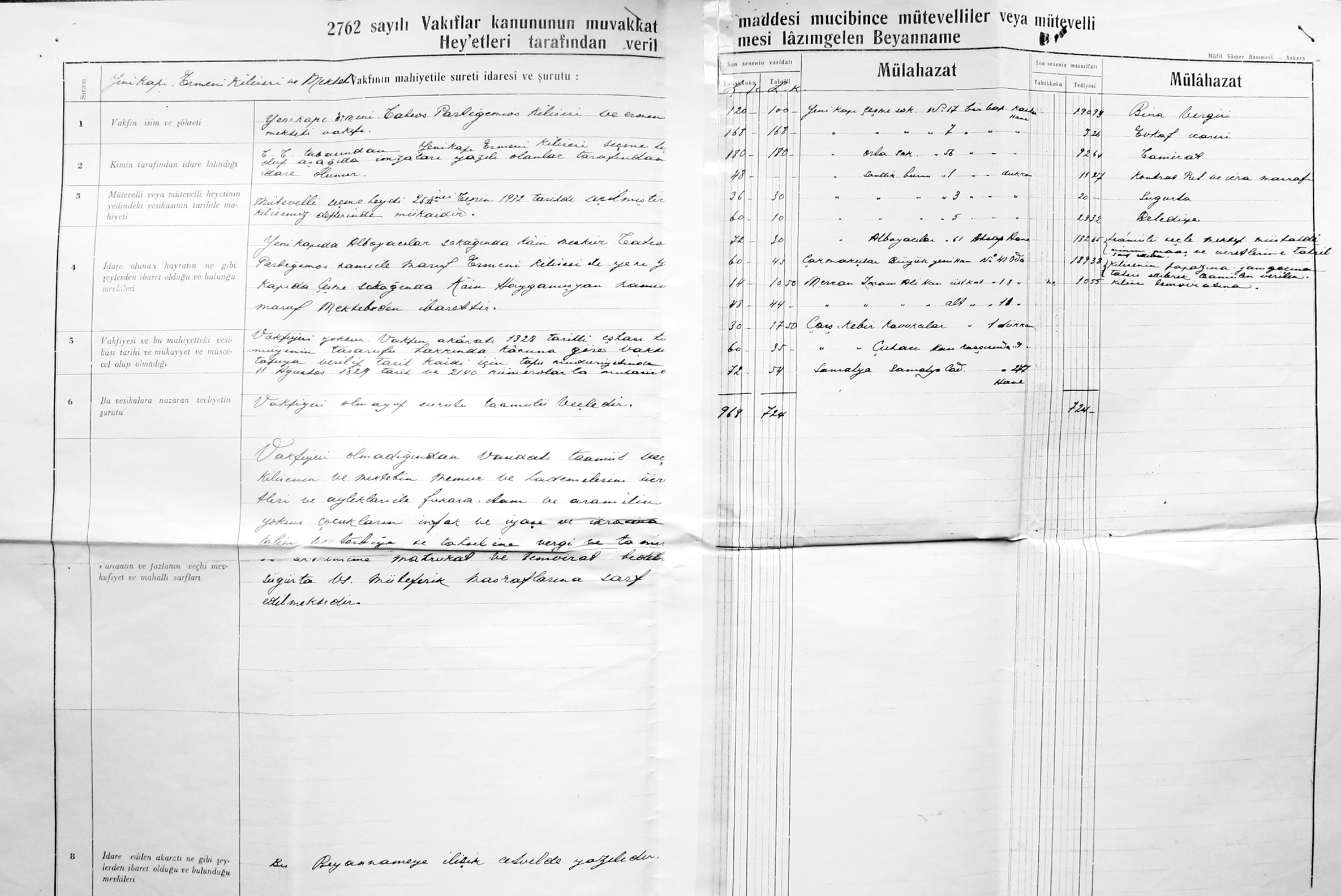
В 1936 году турецкое правительство потребовало от фондов меньшинств предоставить список принадлежащих им активов и собственности. Выше приведен пример такого заявления Армянской церкви Сурб Тадеос Бардугимеос и Фонда школы Айганушян. Хотя официально в декларации было указано 21 объектов недвижимости, принадлежащий фонду, 14 из них в конечном итоге были конфискованы.

Несколько лет после введения налога Варлык Вергиси последовал погром в Стамбуле, 6–7 сентября 1955 года, когда организованная толпа напала на греков и армян. Материальный ущерб был значительным, было повреждено 5317 объектов (в том числе 4214 домов, 1004 предприятия, 73 церкви, 2 монастыря, 1 синагога и 26 школ). Оценки экономической стоимости ущерба разные, начиная от оценки правительства Турции в 69,5 млн турецких лир (что эквивалентно 24,8 млн долларов США ), британской оценки в 100 млн фунтов стерлингов (около 200 млн долларов США), оценка Всемирного совета церквей составляет 150 миллионов долларов США, а оценка правительства Греции - 500 миллионов долларов США. Погром в конечном итоге привел к исходу немусульман из страны, что привело к значительному количеству «заброшенной» собственности. Имущество, оставленное беженцами, было конфисковано турецким государством через десять лет.
В 1960-е годы были приняты новые законы, лишившие армян возможности создавать новые ассоциации и фонды, покупать или завещать дополнительную собственность. Один из этих сводов законов (Закон № 903), принятый в 1967 года, вместе со вторым абзацем, внесенным в Гражданский кодекс Турции (№ 743), гласил, что «регистрация фондов, нарушающих закон, мораль, традиции или национальные интересы или ассоциаций созданных для поддержки политических убеждений, определенной расы или представителей меньшинств, не будут одобрены». Такие законы рассматриваются правоведами как нарушение статей о правах меньшинств, содержащихся в Лозаннском договоре, Конституции Турции и статье 11 Европейской конвенции о правах человека, которая предоставляет «свободу создавать ассоциации и проводить встречи». Новая поправка и кодекс законов стали основанием для новой серии конфискаций, которые существенно затруднили повседневную жизнь армян в Турции.
В 1974 году был принят новый закон, в котором говорилось, что немусульманские трасты не могут владеть имуществом, превышающим сумму, зарегистрированную на их имя в 1936 году (включая церкви, школы, жилые дома, больницы, летние лагеря, кладбища и детские дома) стамбульской армянской общины с 1936 года задним числом были классифицированы как незаконные приобретения и конфискованы государством. Согласно законодательству, турецкие суды признали турецких граждан нетурецкого происхождения «иностранцами», тем самым поместив их под те же правовые нормы, что и любая иностранная компания или владелец собственности, проживающий за пределами Турции, который не был гражданином Турции. Положения также предусматривали, что ассоциации, принадлежащие немусульманам, представляют собой потенциальную «угрозу» национальной безопасности. Процесс включал возврат любого имущества, приобретенного после 1936 года, будь то в результате лотереи, завещания, пожертвования или договора купли-продажи, их бывшим владельцам или наследникам. Если бывшие владельцы умерли, не оставив наследников, имущество должно было быть передано определенным государственным учреждениям, таким как Казначейство или Генеральное управление фондов.
11 июня 1986 года были отменены законы о «заброшенной» собственности во время геноцида армян, срок действия которых истекал через 73 года. На протяжении республиканского периода законы продолжали обеспечивать правовую основу для конфискации дополнительного имущества, принадлежавшего депортированным. Хотя законы были отменены в 1986 году, Главное управление земельных регистров и кадастров (тур. Tapu ve Kadastro Genel Müdürlüğü) 29 июня 2001 года издало приказ, который фактически передавал все оставшееся «заброшенное» имущество правительству. Приказ также запрещал раскрытие любой информации, касающейся названий или документов собственности. В результате владельцы или их наследники не могли предъявлять претензии к имуществу, поскольку теперь оно было надежно закреплено в соответствии с турецким законодательством и стало собственностью государства.

### Текущие события

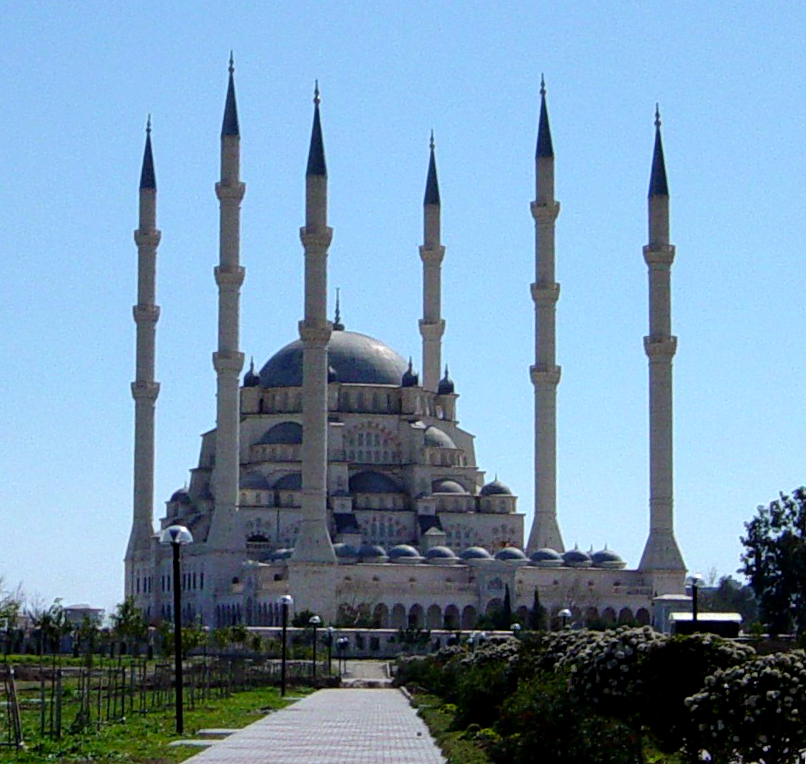
Многочисленные кладбища служили армянской общине во времена Османской империи. Три из них действуют по сей день, но большинство из них были конфискованы. Одним из таких примеров является мечеть Сабанджи в Адане, построенная на землях конфискованного армянского кладбища.

Терминология прежнего законодательства и гражданских кодексов не претерпела существенных изменений с 1960-х и 70-х годов, что в конечном итоге привело к дальнейшей конфискации активов и имущества армянской общины. Хотя терминология несколько изменилась, действующие гражданские кодексы по-прежнему имеют достаточно исполнительных полномочий для конфискации имущества на основании защиты «национального единства» Турецкой Республики.
| Гражданский кодекс 1967 г. №. 743 | Действующий гражданский кодекс №. 4721 |
| Регистрация фондов, нарушающих закон, мораль, традиции или национальные интересы; или созданных для поддержки политических убеждений, определенной расы или представителей меньшинств, не допускается. | Фонды не могут создаваться в нарушение основных свойств Республики, изложенных в конституции, и основополагающих принципов конституции, закона, морали, национального единства и национальных интересов или для поддержки определенной расы или членов определенной общины. |

Благодаря таким постановлениям и сводам законов в истории Турецкой Республики не было построено ни одной церкви. Все существующие сегодня церкви были построены до установления республики в 1923 году. Было выдано разрешение на строительство Сирийской церкви  в декабре 2012 года, однако ассирийская община отказалась от него, поскольку отведенная земля была на территории бывшего католического кладбища.
Правящая Партия справедливости и развития (AKP), пытаясь соответствовать стандартам Европейского Союза, рассматривала возможность открытия документов Османского земельного кадастра и реестров для общественности. Однако 26 августа 2005 года Комитет национальной безопасности турецких вооруженных сил запретил такие попытки, заявив:
Османские записи, хранящиеся в офисах Главного управления земельных регистров и кадастров, должны быть опечатаны и недоступны для общественности, поскольку они могут быть использованы для утверждений о предполагаемом геноциде и имущественных претензий в отношении активов Государственного благотворительного фонда. Их открытие для общего пользования противоречит интересам государства.
15 июня 2011 года комитет Палаты представителей США по иностранным делам 112-го Конгресса принял резолюцию 306 палаты представителей 43 голосами против одного, в котором требовалось от Турецкой Республики «защищать свое христианское наследие и вернуть конфискованное церковное имущество». Турецко-американские организации пытались заблокировать принятие законопроекта, но в итоге потерпели неудачу.

## Современный анализ

### Стамбул

Недвижимость Армян в Стамбуле

После двух лет исследований Фонд Гранта Динка опубликовал книгу объемом около 400 страниц, в которой описывается текущая ситуация с конфискованными активами и имуществом армянской общины. С помощью правительственных актов и документов о праве собственности члены фонда Гранта Динка обнаружили записи о праве собственности на все имущество, принадлежащее различным фондам, и выпустили книгу, дополненную фотографиями, диаграммами, картами и другими иллюстрациями, в которых описывается изъятое имущество и активы и их текущее состояние. По данным фонда Гранта Динка, 661 объектов недвижимости только в Стамбуле были конфискованы турецким правительством, в результате чего осталось только 580 из 1328 объектов, принадлежащих 53 армянским фондам (школы, церкви, больницы и т. д.). Нынешнее состояние остальных 87 установить не удалось. Из 661 конфискованного имущества 143 (21,6%) были возвращены армянскому фонду.
Фонд Гранта Динка исследовал и предоставил описания, фотографии и карты конфискаций на своем интерактивном картографическом онлайн-ресурсе.
| Недвижимое имущество (недвижимость) в Стамбуле по категориям                                  | Количество | Процент |
| --------------------------------------------------------------------------------------------- | ---------- | ------- |
| Всего конфискованных активов                                                                  | 661        | 49.77%  |
| Передано третьим лицам                                                                        | 251        | 18.90%  |
| Возвращено первоначальному владельцу                                                          | 143        | 10.77%  |
| Несуществующие участки недвижимости                                                           | 78         | 5.87%   |
| Передано в муниципалитет                                                                      | 64         | 4.82%   |
| Передано в Главное управление фондов (VGM)                                                    | 51         | 3.84%   |
| Передано в казну                                                                              | 31         | 2.33%   |
| Обозначено как общественная собственность                                                     | 23         | 1.73%   |
| Нераспределенная собственность                                                                | 20         | 1.51%   |
| Всего неконфискованных активов                                                                | 580        | 43.67%  |
| Продолжает принадлежать армянским фондам                                                      | 497        | 37.42%  |
| было продано армянскими фондами                                                               | 83         | 6.25%   |
| Недвижимое имущество с неопределенным статусом                                                | 87         | 6.55%   |
| Имущество, первоначально принадлежавшее 53 армянским фондам (школы, церкви, больницы и т. д.) | 1,328      | 100%    |

### Известные конфискации
| название                                                                              | конфискация | текущее состояние |
| ------------------------------------------------------------------------------------- | --- | --- |
| Армянская католическая школа Мхитарян Бомонти                                         | В 1979 году Государственная дирекция благотворительных фондов конфисковала Армянскую школу, заявив, что новое здание является незаконным, поскольку школа не числится в Декларации 1936 года. Имущество было возвращено первоначальным владельцам, наследники которых продали его строительной компании Militas, которая впоследствии закрыла её. | В ноябре 2012 года после многочисленных судебных разбирательств имущество было возвращено армянской общине. |
| Армянский детский лагерь в Тузле                                                      | Церковный фонд Гедикпаша хотел приобрести это имущество, но Государственное управление благотворительных фондов обратилось в суд с ходатайством о его возвращении прежнему владельцу в 1979 году. Имущество было конфисковано в 1983 году и закрыто в 1984 году. С момента закрытия собственность меняла владельцев пять раз, но на заброшенном участке так и ничего не построено. | В 2001 году участок был куплен предпринимателем для строительства дома. Когда журналист Грант Динк сообщил ему, что он принадлежал детскому дому, он предложил вернуть его, но закон не разрешал этого. В 2007 году президент Ахмет Недждет Сезер наложил вето на новый закон о Фонде. Фонд церкви Гедикпаша подал несколько безуспешных судебных исков, последний из которых был в августе 2011 года. |
| Монастырь Антонян                                                                     | Монастырь был построен где-то в 1860-х годах. Он был описан в письме от 24 июня 1913 года как «дом с садом и землей, расположенный на улице Пишмишоглу, 60 в Ортакёй (в настоящее время улица Чевирмеджи), арендованный у фонда султана Беязита Вели Хазретлери, 9000 зира (приблизительно 5167 квадратных метров) , ранее арендованной у Фонда Ибрагима-паши, площадью 1000 зир (приблизительно 574 квадратных метра)». Официально монастырь был зарегистрирован 14 октября 1913 года. После смерти последнего священника в 1924 году имущество осталось незанятым. Тем не менее, титул оставался в руках армянской общины во время декларации 1936 года. 23 февраля 1950 года земля вместе с монастырем была объявлена «бесхозной» и, таким образом, конфискована турецким казначейством.                                  | 20 декабря 1966 г. был подан иск против палаты Управления юстиции и казначейства Стамбула о незаконном изъятии земли и здания. 15-й гражданский суд Стамбула отклонил иски в 1974 году. Из-за возобновления юридических усилий со стороны Главного управления фондов в 2006 году имущество теперь находится в руках Главного управления фондов. По действующему законодательству монастырь и его земли считаются парком. В результате многие предложения об аренде недвижимости от различных предприятий и компаний были отклонены. |
| Сиротский приют Калфаян                                                               | Школа-интернат была основана Српухи Калфаян в 1865 году. Она была экспроприирована и снесена в 1960-х годах, чтобы освободить место для развития инфраструктур. По закону 1974 года перестраивать приют в другом месте считалось незаконным. | Школа-интернат была вынуждена переехать в Ускюдар, где она стала частью помещений Семерджянской школы. |
| Армянское кладбище Пангальти                                                          | В 1865 году правительство Османской империи запретило захоронения на кладбище Пангальти из-за эпидемии холеры и перенесло их на армянское кладбище в Шишли. В 1930-х годах кладбище Пангальти было конфисковано и снесено. На его территории были застроены здания гостиниц Divan Hotel, Hilton Hotel, Hyatt Regency Hotel и здание телерадиокомпании TRT. Мраморные надгробные камни были проданы в 1939 году и использованы для строительства Эспланады Инёню (ныне известной как парк Таксим-Гези) и площади Эминёню. | В 1932 году армянский патриарх Константинополя Месроб Нароян подал иск о возвращении имущества, но муниципалитет Стамбула заявил, что он не являлся юридическим лицом в Турции с момента своего изгнания во время геноцида армян. Следовательно, у него н.е было права собственности на землю, несмотря на то что он все еще работал в патриархате Армянской апостольской церкви в Стамбуле. Патриарх признал отсутствие титула, но отстаивал свое право представлять кладбище от имени как Армянской католической общины, так и Армянской больницы Сурп Агоп. Комиссия по расследованию прав собственности на землю сочла доводы Патриарха необоснованными, и, таким образом, право собственности осталось за муниципалитетом Стамбула и третьими лицами. |
| Селамет Хан                                                                           | Здание Селамет Хан, расположенное в районе Эминёню в Стамбуле, было построено по проекту архитектора Овсепа Азнавура и подарено армянской больнице Сурб Пркич предпринимателем Галустом Гюльбенкяном в 1954 году. Имущество было конфисковано в 1974 году. | В феврале 2011 года Селамет Хан был возвращен армянской больнице Сурб Пркич. Директор больницы Бедрос Сириноглу заявил, что сильно поврежденное здание будет отремонтировано и превращено в бутик-отель. |
| Армянская церковь Сурп Акоп и школа Сурб Месробян в Касымпаше                         | Церковь была построена в 1854 году, а школа – в 1859 году на территории, которая десятилетиями принадлежала армянской общине. 9 мая 1919 года пожар уничтожил и церковь, и школу. 3 мая 1973 года Управление государственных благотворительных фондов конфисковало имущество. | На месте церкви и школы были построены жилые дома. 28 мая 2012 года Главное управление фондов объявило имущество недействующим. Гражданских исков по данному имуществу не поступало. |
| Недвижимость Армянской больницы Сурб Пркич                                            | В 1832 году Арутюн Безчиян построил армянскую больницу Сурб Пркич в районе Едикуле Стамбула. Ему принадлежало 19 объектов недвижимости, которые были конфискованы, в том числе: - участок под застройку; - дом и четыре общих участка в Сарыере; - жилой дом в Моде; - 2 жилых дома в Шишли; - одна квартира в Бейоглу; - магазин в Капалы-чаршы; - дом в Ускюдаре; - один многоквартирный дом, одна квартира и склад в Куртулуше; - четырехэтажный отель в Таксиме; - торгово-офисное коммерческое здание в Бейоглу; - квартира в Чамлице; - 47 500 кв.м. участок в Бейкозе; - 44 000 кв.м. земля, прилегающая к больнице, которая раньше была садом больницы, в настоящее время используется как стадион Зейтинбурну (конфискована муниципалитетом Зейтинбурну в 1985 году); - спортивное здание; - стоянка; - чайный сад. | В феврале 2011 года, после успешного приобретения Селамет Хан, президент больницы Бедрос Сириноглу пообещал вернуть все 19 объектов недвижимости. Больница обратилась в суд Стамбула, который вынес решение в ее пользу, наложив временный судебный запрет на 43 160 кв.м. имущество (в настоящее время стадион Зейтинбурну) и больницу. По словам Сириноглу, больница уже получила положительные ответы по семи из 19 запрошенных объектов. |
| Поместье Оганеса Касабяна Президентский дворец Чанкая                                 | До геноцида армян вилла Чанкая и виноградник в Анкаре принадлежали Оганесу Касабяну, богатому армянскому ювелиру и торговцу. После того, как семья Касабян бежала из Анкары в Стамбул, поместье было конфисковано и занято семьей Булгурлузаде. В 1921 году будущий президент Мустафа Кемаль Ататюрк купил его у Булгурлузаде Тевфика Эфенди за 4500 турецких лир. | Гражданских исков не поступало. |
| Авиабаза ИнджирликИмущественные иски Риты Махдесян, Алекса Бакаляна и Анаис Арутюнян. | Часть земли, на которой построена авиабаза Инджирлик, принадлежала армянам, погибшим в ходе геноцида армян. В 2010 году был подан иск, требующий компенсации 122 акров (0,49 км2), что составляет примерно четыре процента от общей площади территории авиабазы, тремя американцами армянского происхождения, утверждающими, что земля принадлежит им. Один из истцов утверждает, что в 1923 году, после геноцида, земля была изъята Сельскохозяйственным банком. | Суд США принял иск и предоставил Турции 21 дней для ответа. Истцы требовали 63 миллиона долларов за конфискацию, а также 100 миллионов долларов за полученный доход. Окружной судья США закрыл дело в 2013 году в соответствии с доктриной политического вопроса, которая гласит, что решение определенных вопросов остается за исполнительной властью, а не судами. |
| Армянское кладбище в Топкапы (нынешняя фабрика Ulker)                                 | Армянское кладбище принадлежало армянской церкви Сурб Нигогайос и служило армянской общине с 17 по 19 века. Последнее известное захоронение было 7 апреля 1896 года. Кладбище было конфисковано и передано Мидхат-паше, который продал его надгробия. Позднее он был продан третьим лицам, таким как Ülker, который построил здесь завод в 1948 году. | Все иски о возврате имущества были отклонены, но есть повторные иски по законодательству 2011 года. |
| Kолледж Санасарян                                                                     | Этот колледж, основанный в 1881 году армянским меценатом Мгрдичем Санасаряном, был высшим учебным заведением на армянском языке в городе Эрзурум во времена Османской империи. Колледж действовал до геноцида армян, когда большинство учителей было убито, а здания разрушены. Затем здание использовалось как место сбораЭрзурумского конгресса. | 14 марта 2012 г. исполняющий обязанности Армянского Патриархата Стамбула Арам Атешян обратился в высокий суд Анкары с ходатайством о возвращении колледжа. Имущество включает девять земельных участков в Эрзуруме; садовый дом и сельхозугодья в селе Агверен; два участка в поселке Гез; и крупная коммерческая недвижимость, известная как Санасарян Хан, в районе Сиркеджи в Стамбуле. Судебное разбирательство по этому делу все еще находятся на рассмотрении. |
| Аэропорт Диярбакыр                                                                    | Военная авиабаза и общественный аэропорт, расположенный в Диярбакыре. В 2012 году американка, Зварт Суджян, армянского происхождения заявила, что у нее есть земельный акт на собственность аэропорта и является законной наследницей этой собственности. Она заявила, что земля когда-то принадлежала семье Басмачьян, ее родственнику, и была экспроприирована у них после того, как они были депортированы во время геноцида армян. После этого появилась информация о том, что имущество было присвоено государством, когда велись кадастровые работы. | Зварт Суджян через своего адвоката Али Эльбейоглу подала иск о возврате имущества. Пятый гражданский суд первой инстанции Диярбакыра в апреле 2013 года отклонил дело на основании того, что оно превышает срок давности. Впоследствии дело было передано в Кассационный суд на обжалование. |

## Комментарии
1. ↑  Реестры ликвидационных комиссий доступны через «Emval-i Metrûke Tasfiye Komisyonlarının Esas Defteri», в Таквим-и векаи, 28 Teşrinievvel 1331, #2343. О мерах, использованных при регистрации брошенного имущества, см. «Emval-i Metrûke Hesab-ı Cari Defterinin Suret-i Kayıt ve İsti'mâli» в том же источнике.
2. ↑  'Harb ve Olağanüstü Siyasi Durum Sebebiyle Başka Yerlere Gönderilen Ermenilere Ait Mülk ve Arâzînin İdâre Şekli Hakkında Talimât-nâme.'(тур.), 27 Раджаб 1333 и 28 мая 1331 г. (10 июня 1915 г.). 34 статьи закона воспроизведены в Главном управлении печати и информации премьер-министра, Документы, том. 1, Анкара, 1982, стр. 6–80.
3. ↑  Başbakanlık Osmanlı Arşivi (Османский архив, Стамбул), DH.ŞFR 59/239, Министерство внутренних дел для всех провинций, 6 января 1916 г.
4. ↑  Başbakanlık Osmanlı Arşivi (Османский архив, Стамбул), DH.ŞFR 54/101, Управление по расселению племен и иммигрантов (İskân-ı Aşair ve Muhacirîn Müdüriyeti) в провинции, 22 июня 1915 г.
5. ↑  Закон № 1042 Турецкой Республики от 23 мая 1927 г.
6. ↑  Указ № B.02.0.0014/3.00–0694 Главного управления земельного кадастра, 29 июня 2001 г.
7. ↑  "Kanuna, ahlâka ve âdaba veya milli çıkarlara aykırı olan veya siyasi düşünce veya belli bir ırk veya azınlık mensuplarını desteklemek amacı ile kurulmuş olan vakıfların tesciline karar verilemez"(тур.)
8. ↑  Turkish: "Cumhuriyetin Anayasa ile belirlenen niteliklerine ve Anayasanın temel ilkelerine, hukuka, ahlaka, milli birliğe ve milli menfaatlere aykırı veya belli bir ırk ya da cemaat mensuplarını desteklemek amacıyla vakıf kurulamaz"(тур.)
9. ↑  e.g. Армянская больница Сурб Пркич, Kолледж Санасарян
10. ↑  e.g. Сиротский приют Калфаян и армянское кладбище Пангальти (от зданий и построек ничего не осталось)
11. ↑  'Vakif Genel Mudurlugu' (VGM) — это правительственная организация, пришедшая на смену Министерству фондов Османской империи. см. VGM: About Us. VGM: Official Website. Дата обращения: 10 января 2013. Архивировано из оригинала 1 октября 2013 года.